# 古戝沙季
古戝 沙季（こざい さき、1999年（平成11年）10月6日 - ）は、熊本県の熊本放送のラジオカー「ミミー」を中心に活動する専属リポーター。

## 略歴
転勤族の家庭に生まれる。出生地の鹿児島県、千葉県、大分県等を経て、小学生以降は熊本市東区に落ち着くこととなり、熊本市をプロフィール上の出身地としている。
熊本学園大学付属高等学校を経て山口県の大学を卒業後社会人を経て、2022年秋に5年ぶりに公募実施された「RKKラジオ・ミミーキャスターオーディション」に応募し合格。
2023年度（初登場は2023年4月3日）からRKKラジオの専属ラジオカーリポーター「ミミーキャスター」52期生として活動。

## 人物・エピソード
- 身長154cm（先述）[2]。
- 愛称はザイコ、ざいちゃん、さきちゃん等[3]。
- 趣味はサウナ、映画鑑賞等[5]
- 特技は学生時代に経験がある[5]フラメンコ等[2]。

## ディスコグラフィ
2023年に「ミミーキャスターイメージソング」として「MIMI」名義で当時の他ミミーキャスター（小出馨子・春村早紀）とユニットを組んでリリース。作詞・作曲は当時局のジングルを一手に手掛けていた社外ディレクターが「BAJA」名義で手掛けた。
|   | 発売日     | タイトル         |
| - | ---------- | ---------------- |
| 1 | 2023年10月 | 笑顔ノタカラモノ |